# Xiong-nu (langue)
Le xiong-nu, ou xiongnu, hsiung-nu, ou hunnique d'Asie est la langue présumée des Xiongnu, un peuple et une confédération de nomades ayant existé du IIIe siècle av. J.-C. au Ier siècle apr. J.-C. Elle n'est pratiquement pas attestée.

## Classification
L'origine de la langue et du peuple xiongnu est très controversée et aucune des propositions n'a plus de soutien qu'une autre.
En l'état actuel des connaissances, le xiongnu est une langue inclassable ou un isolat, c'est-à-dire une langue qui n'est apparentée à aucune autre langue connue.

### Langue turque
Selon Savelyev et Jeong (2020) : « La partie prédominante de la population xiongnu a peut-être parlé une langue turcique. » Cependant, les études génétiques suggèrent plutôt une origine multiethnique.
Wink (2002) suggère que les Xiongnu parlaient une ancienne forme des langues turques, et que s'ils n'étaient pas turciques ethniquement, ils auraient eu des contacts avec eux.
Benjamin (2007) propose que les Xiongnu étaient soit des Proto-Turcs, soit des Proto-Mongols, et leur langue aurait été apparentée à celle des Dingling (en).
Les écrits chinois lient certains peuples turcs aux Xiongnu :
- la dynastie régnante des Göktürks aurait fait partie des Xiongnu[6].
- les khagans ouïghours revendiquaient une origine xiongnu[7].
- le Livre des Wei dit que les Yueban descendent des Xiongnu du Nord. Il est aussi expliqué que la langue et les coutumes des Yueban étaient similaires à celles des Tiele[8].
- le Livre des Jin liste les noms de quatorze tribus xiongnu du Sud qui sont entrées dans l'Ancien Yan, certains de ces noms ont été comparés au vieux turc[9].

### Langue ienisseïenne ou para-ienisseïenne
Au XXe siècle, Lajos Ligeti était le premier chercheur à émettre l'hypothèse que les Xiongnu parlaient une langue ienisseïenne. Au début des années 1960, Edwin Pulleyblank développe cette théorie et y ajoute des preuves.
La théorie de l'origine ienisseïenne propose que les Jie, un peuple qui vivait dans l'Ouest du Xiongnu, étaient ienisseïens. Hyun Jin Kim trouve des ressemblances entre une chanson en langue jie du Jin Shu (un écrit chinois du VIIe siècle) et les langues ienisseïennes. Pulleyblank et Vovin ont donc affirmé que les Jie formaient la classe dirigeante minoritaire du Xiongnu, dirigeant les autres ethnies turques et iraniennes.
Selon Kim, la langue dominante des Xiongnu était probablement turcique ou ienisseïenne, mais cet empire des steppes était une société multiethnique.
Il est possible que certains titres de noblesse xiongnu étaient d'origine ienisseïenne et ont été empruntés par des langues turciques et serbi-mongoles, :
- tarqan, tegin, kaghan proviennent du xiongnu et sont peut-être d'origine ienisseïenne.
- le mot xiongnu pour "paradis" est peut-être dérivé du proto-ienisseïen tɨŋVr.

Certains mots de vocabulaire des inscriptions xiongnu semblent être des cognats (mots apparentés) ienisseïens, :
- kʷala "fils" en xiongnu comparé au kete qalek "fils le plus jeune"
- sakdak "botte" en xiongnu comparé au kete sagdi "botte"
- gʷawa "prince" en xiongnu comparé au kete gij "prince"
- dar "nord" en xiongnu comparé au youge tɨr "nord"

Selon Pulleyblank, le groupe consonnentique /rl/ semble apparaitre au début de certains mots xiongnu. Cette caractéristique ne viendrait probablement pas d'une origine turcique. Il semblerait aussi que la plupart du vocabulaire ressemble aux langues ienisseïennes.
Vovin remarque que certains noms de chevaux en xiongnu semblent être des mots turciques avec des préfixes ienisseïens.
Savalyev et Jeong ont eu des doutes sur la théorie d'une origine ienisseïenne car les Xiongnu semblent avoir une affinité génétique avec les peuples iraniens, contrairement aux ienisseïens modernes qui ont des affinités génétiques avec les samoyèdes.
Il est aussi possible que le xiongnu soit lié aux langues ienisseïennes dans un phylum parallèle para-ienisseïen, eux-mêmes liés dans une famille xiongnu-ienisseïenne, mais d'autres pensent que le xiongnu était une langue ienisseïenne méridionale,.
Ce qui aboutit à deux modèles :

#### Modèle ienisseïen
- langues ienisseïennes
  - langues ienisseïennes septentrionales
  - langues ienisseïennes méridionales
    - langues assaniques
    - langues poumpokoliques
    - xiongnu

#### Modèle para-ienisseïen
- langues xiongnu-ienisseïennes
  - langues ienisseïennes
  - langues para-ienisseïennes
    - xiongnu

### Langue mongole
Certains linguistes suggèrent que les Xiongnu parlaient une langue apparentée aux langues mongoliques,. Selon certains archéologues mongols, le peuple de la culture dalle-tombe était l'ancêtre des Xiongnu, et certains savants pensent que les Xiongnu étaient les ancêtres des mongols.
Selon Bichurin, les Xianbei et les Xiongnu étaient le même peuple mais deux États différents.
Le Livre des Wei indique que les Rouanrouans descendent des Donghu. Le Livre des Liang ajoute, : « ils [les Rouanrouans] ont aussi constitué une branche des Xiongnu » De plus, des anciennes chroniques chinoises attitrent différentes tribus nomades comme les ancêtres des Xiongnu :
- les Kumo Xi, locuteurs de langue para-mongole
- les Göktürks, qui parlent le göktürk (ou turc de l'Orkhon), une langue turque sibérienne
- les Tiele, eux aussi locuteurs de langues turciques

D'autres éléments semblent indiquer une origine mongole ou serbi-mongole aux Xiongnu :
- Genghis Khan désigne l'époque du Modu Chanyu, dans une lettre adressée au taoïste Qiu Chuji, comme « le temps révolu de notre Chanyu »[25].
- Les symboles xiongnu du Soleil et de la Lune ressemblent au Soyombo mongol[26].

### Langue iranienne
En se basant sur des noms de la noblesse Xiongnu, il a été proposé que les Xiongnu parlaient une langue iranienne.
Beckwith suggère que le nom "Xiongnu" est un cognat du mot "Scythe", ou "Saka", ou "Sogdien" (des peuples iraniens d'Asie centrale),. Selon lui, les Iraniens auraient dirigé les Xiongnu et influencé leur culture et leurs modèles.
Harmatta (1994) affirme que les noms xiongnu étaient d'origine scythe, et le xiongnu serait donc une langue iranienne orientale.
Selon Savelyev et Jeong (2020), les anciens iraniens auraient contribué significativement à la culture xiongnu. De plus, les études génétiques affirment que 5 à 25% des Xiongnu étaient d'origine iranienne.

### Autres origines possibles
D'autres hypothèses moins développées soutiennent que le xiongnu serait une langue finno-ougrienne ou sino-tibétaine. Il est possible que l'Est du Xiongnu parlait une/des langue(s) coréanique(s),,,.

#### Langues multiples
Une hypothèse plus développée et soutenue que les précédentes soutient une origine multiethnique,, et la langue principale de la confédération serait insuffisamment décrite pour établir une relation.

### Un possible lien avec le hunnique
Certains chercheurs affirment que les Huns et les Hunas sont liés, mais cette hypothèse est débattue.

## Données
À part des noms de tribus et de souverains, plusieurs mots, une chanson en langue jie, et des descriptions chinoises, la/les langue(s) des Xiongnu reste(nt) très peu documentée(s), et attestée(s) de manière très fragmentaire.